# Lima (stad)
Lima is de hoofdstad van Peru en tevens de grootste stad van het land. In 2017 telde de stad ongeveer 9.752.000 inwoners, ongeveer twee miljoen meer dan tien jaar eerder. De stad, specifieker benoemd als Lima Metropolitana en door de Spanjaarden gesticht als Ciudad de los Reyes, is tevens hoofdplaats van de provincie Lima. Samen met het naburige Callao is het de grootste stedelijke agglomeratie van het land met ongeveer elf miljoen inwoners (in 2017). Lima-Callao is tevens de grootste stedelijke agglomeratie van de Zuid-Amerikaanse westkust.

## Geschiedenis
Lima werd op 18 januari 1535 gesticht door Francisco Pizarro, onder de naam La Ciudad de Los Reyes (de "Stad van de Koningen"). De naam Lima is afkomstig van het Quechuawoord Rimac ("Spreker"), hetgeen ook de naam is van de rivier die door Lima loopt. Pas in de 16e eeuw kreeg de stad deze naam.
De stad werd al snel een van de belangrijkste bases van de Spaanse overheersing in Peru. De 16e-eeuwse kathedraal op het centrale plein (het Plaza de Armas, ook Plaza Mayor genaamd) is daaraan een herinnering. Gedurende de Spaanse koloniale overheersing was Lima in cultureel opzicht een belangrijke stad in Zuid-Amerika. Ook was een groot deel van het koloniale bestuur gevestigd in Lima. De dichtbij gelegen haven Callao was een belangrijke doorvoerplaats voor goederen die van en naar Spanje vervoerd werden. Tot aan de binnenlanden van Argentinië was dit de belangrijkste haven.
Vanaf de 18e eeuw kreeg Lima te maken met een teruggang. In 1746 werd een groot deel van de stad door een aardbeving verwoest, waarbij duizenden mensen het leven verloren. De onafhankelijkheidsoorlogen en daarna de bezetting door Chili van 1881 tot 1883 veroorzaakten een uittocht uit de stad.
Aan het begin van de 20e eeuw telde de stad 140.000 inwoners. De infrastructuur werd matig verbeterd en zoals in veel landen in Latijns-Amerika oefende de stad een grote aantrekkingskracht uit op mensen van het platteland. Deze nieuwe inwoners verhuisden naar de stad om hun geluk te beproeven. De urbanisatie in Peru werd versterkt door de onveilige situatie op het platteland, door gewelddadige acties van de maoïstische guerillabeweging Sendero Luminoso. Ondanks haar kleine afmetingen, is de provincie rond Lima aan het begin van de 21ste eeuw nog steeds de grootste industriële en economische 'krachtcentrale' van de Peruaanse economie. Een groot deel van het BNP komt hier tot stand.
Eind 20e eeuw werd vervuiling van het milieu een belangrijk probleem in Lima. Om een alternatief te bieden voor het drukke stadsverkeer werd halverwege gestart met de bouw van een metro. De metro van Lima kent sinds 2003 één lijn met een lengte van tien kilometer; de tweede metrolijn werd geopend in 2011. De metrotreinen rijden om de 5 à 8 minuten. De stad kent veel industrie, voor de bijna 10 miljoen bewoners zijn er geen beperkingen wat betreft de ouderdom of de vervuilingsgraad van hun voertuigen. Vanwege het openbare vervoer van bussen, taxi's en personenauto's is de infrastructuur achtergebleven. Dit leidde tot grote filevorming zowel in als buiten de stad. Sinds 2006 worden er leningen verstrekt om taxi's om te bouwen op aardgas dat in het Amazonebekken van Peru gewonnen wordt.
In 1988 is het historisch centrum van Lima opgenomen op de Werelderfgoedlijst van UNESCO. Op 29 december 2001 ontstond er in dit historisch centrum een grote brand. In een gebouwencomplex met winkels en woningen stak een verkoper in een vuurwerkwinkel een stuk vuurwerk aan om het aan een klant te demonstreren. Daardoor vatte het andere vuurwerk in de winkel vlam, waarna het vuur oversloeg naar bebouwing in de buurt. Bijna 300 mensen kwamen om en een groot aantal van de historische panden raakte beschadigd; vanaf dat moment was het vele jaren verboden om vuurwerk tijdens Kerst en Oud en Nieuw af te steken. Sinds 2012 wordt het weer toegestaan.
In juni 2011 lieten de vertrekkende president Alan García en het Braziliaanse bouwbedrijf Odebrecht een 37 meter hoog witstenen Christusbeeld verrijzen op de Mooro Solar, de Zonneheuvel ten zuiden van de baai waaraan Lima ligt. Het beeld kijkt uit over de Stille Oceaan en draagt als bijnaam Cristo del Pacífico.

## Bezienswaardigheden
- De kerk en het klooster van San Francisco met daaronder catacomben waar naar schatting 25.000 mensen begraven zijn toen Lima nog geen begraafplaats had. De grotere botten zijn in de 20ste eeuw gesorteerd door archeologen en liggen in de oorspronkelijke graven die regelmatig geruimd werden om de botten in een diepe put te werpen, zodat de graven zelf konden worden hergebruikt.[1]
- Het plein Plaza San Martin genoemd naar José de San Martin met zijn standbeeld als ruiter.

## Geografie en klimaat
Lima ligt in het dal van de rivier de Rimac, aan de kust van de Grote Oceaan. Lima's klimaat is vochtig maar subtropisch mild, zonder extreme hitte of koude. De centrale kust van Peru toont een reeks van microklimaten vanwege de Humboldtstroom. De gemiddelde jaarlijkse temperatuur is 18,5 °C tot 19 °C met een maximale jaarlijkse zomertemperatuur van ongeveer 29 °C. De zomer duurt van december tot april, met temperaturen variërend tussen 28 °C en 21 °C. De winter duurt van half juni tot september, met temperaturen variërend tussen de 19 °C en 12 °C. De laagste temperatuur die tot nu toe werd geregistreerd was 5 °C. De hemel is gedurende de winter bewolkt, in de zomer is er meestal een heldere lucht waarneembaar. Lima heeft ook verschillende districten waardoor daar ook verschillende temperaturen in de winter en zomer voorkomen.
De relatieve luchtvochtigheid is zeer hoog (100%), wat leidt tot aanhoudende mist in juni en in de zomer. De regenval is bijna nihil. Lima heeft slechts 1284 uren zonneschijn per jaar. Juli heeft gemiddeld slechts 28,6 uur zonneschijn en januari 179,1 uur. Dit zijn gezien de geografische ligging uitzonderlijk lage waarden.

## Sport
De populairste sport in Lima is voetbal. Het Peruviaans voetbalelftal vindt er zijn thuishaven in het nationale stadion: het Estadio Nacional. De capaciteit van het in 1952 geopende complex is 50.000 toeschouwers (40.000 vaste en 10.000 tijdelijke plaatsen). Het stadion, bijgenaamd Coloso de José Díaz, onderging in 2011 een grootscheepse renovatie, en was onder meer gastheer van de strijd om de Copa América 2004 en het WK voetbal U17 (2005).
Estadio Nacional is echter niet het grootste voetbalstadion van Lima. Dat is met een capaciteit van 80.000 plaatsen het Estadio Monumental "U". Dat is de thuisbasis van de Peruviaanse recordkampioen Universitario de Deportes. Andere belangrijke voetbalclubs uit Lima zijn Alianza Lima, Universidad San Martín de Porres, Sporting Cristal en Club Centro Deportivo Municipal.
In het Hipódromo de Monterrico uit 1960 worden Engelse volbloed-paardenraces gehouden. Bovendien huisvest de stad zeven golfbanen die geschikt zijn voor internationale competities.
In 2019 werden de Pan-Amerikaanse Spelen georganiseerd in Lima.

## Stedenbanden
- Bordeaux (Frankrijk), sinds 1956
- Buenos Aires (Argentinië), sinds 1983
- Guadalajara (Mexico)
- Peking (China)

## Bekende personen uit Lima

### Geboren
- Martinus van Porres (1579-1639), dominicaan en rooms-katholiek heilige
- Rosa van Lima (1586-1617), lid derde orde van de dominicanessen en heilige
- Manuel Márquez Sterling (1872-1934), president van Cuba (1934)
- Manuel Prado y Ugarteche (1889-1967), president van Peru (1939-1945, 1956-1962)
- Javier Pérez de Cuéllar (1920-2020), diplomaat, politicus en secretaris-generaal van de Verenigde Naties (1981-1992)
- Fernando Fernán Gómez (1921-2007), Spaans acteur en cineast
- Gustavo Gutiérrez (1928-2024), priester en theoloog
- Julio Ramón Ribeyro (1929-1994), schrijver en journalist
- Alberto Fujimori (1938-2024), president van Peru (1990-2000)
- Pedro Pablo Kuczynski (1938), president van Peru (2016-2018)
- Isabel Allende (1942), Chileens schrijfster
- Teófilo Cubillas (1949), voetballer
- Alan García (1949-2019), president van Peru (1985-1990, 2006-2011)
- Heddy Honigmann (1951-2022), Peruaans-Nederlands filmmaakster
- Alonso Cueto (1954), schrijver en hoogleraar
- Ramon Stagnaro (1954-2022), gitarist
- Carlos Noriega (1959), Peruviaans-Amerikaans astronaut
- Ollanta Humala (1962), president van Peru (2011-2016)
- Martín Vizcarra (1963), president van Peru (2018-2020)
- Gastón Acurio (1967), kok en eigenaar internationale restaurantketens
- Roberto Martínez (1967), voetballer
- Jaime Yzaga (1967), tennisser
- Iván Thays (1968), schrijver, hoogleraar en tv-presentator
- Daniel Hannan (1971), Brits politicus
- Víctor Carrillo (1975), voetbalscheidsrechter
- Roxana Brusso (1978), actrice
- Claudio Pizarro (1978), voetballer
- Luis Horna (1980), tennisser
- Elbert Smelt (1983), Nederlands musicus, arts en presentator
- José Paolo Guerrero (1984), voetballer
- Jefferson Farfán (1984), voetballer
- Alberto Junior Rodríguez (1984), voetballer
- Raúl Fernández (1985), voetballer
- Christian Ramos (1988), voetballer
- Juan Postigos (1989), judoka
- Reimond Manco (1990), voetballer
- Raúl Ruidíaz (1990), voetballer
- André Carrillo (1991), voetballer
- Mariafe Artacho del Solar (1993), Australisch beachvolleyballer
- Edison Flores (1994), voetballer
- Renato Tapia (1995), voetballer

## Galerij

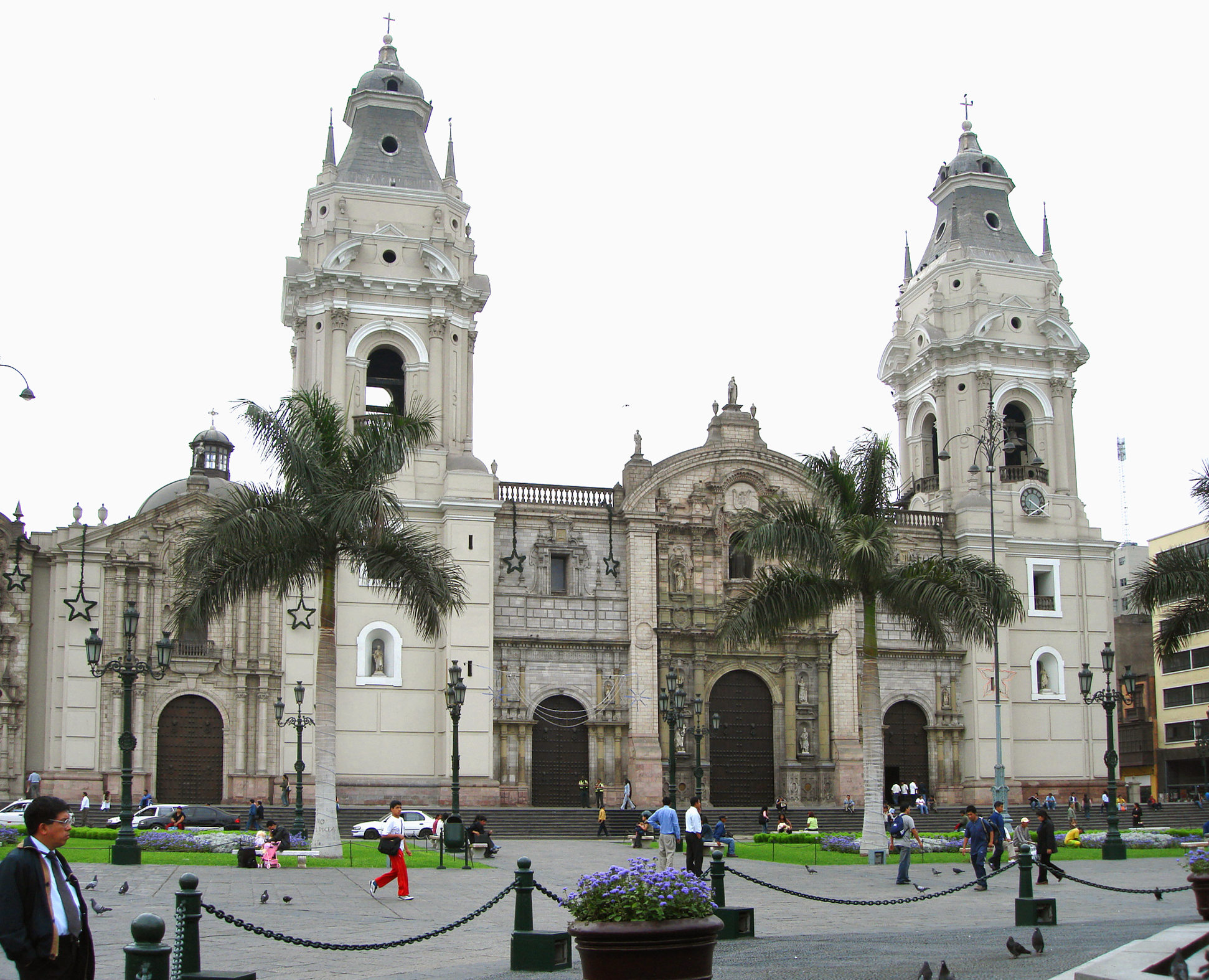
Kathedraal aan het Plaza Mayor
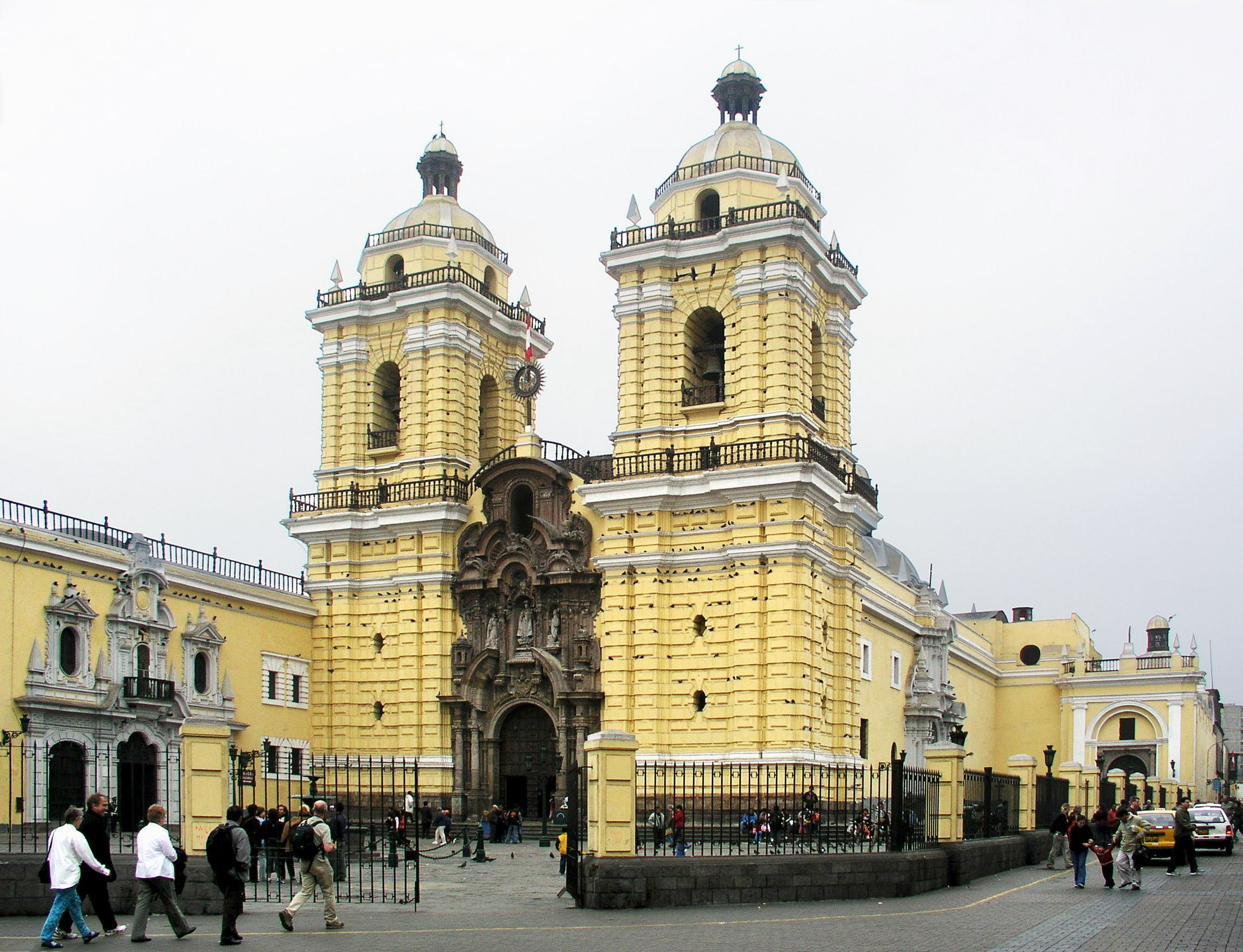
Sint-Franciscuskerk
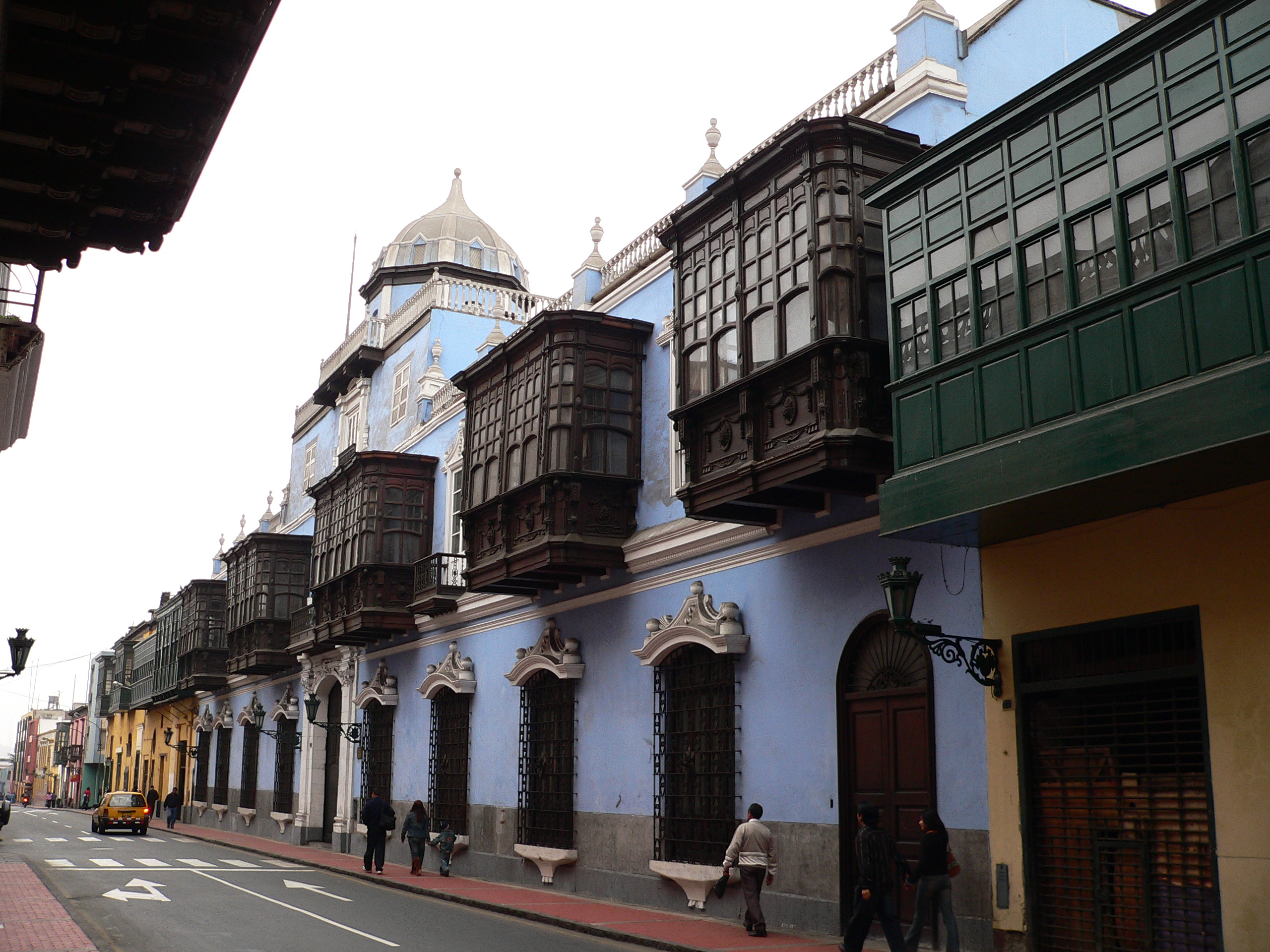
Panden uit de koloniale periode
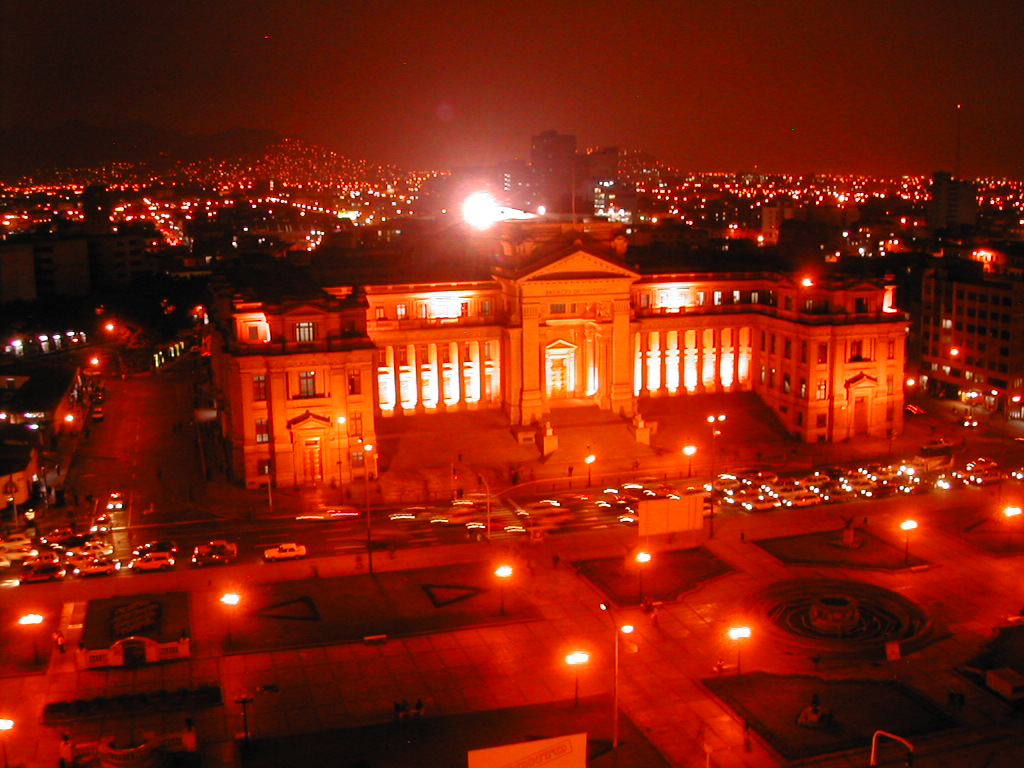
Het Paleis van Justitie

- Biblioteca Nacional de España: XX452095
- Bibliothèque nationale de France: cb122187612 (data)
- Catàleg d'autoritats de noms i títols de Catalunya: 981058617221006706
- Gemeinsame Normdatei: 4035742-9
- Library of Congress Control Number: n79063382
- MusicBrainz: 978a76d5-191c-484b-9583-f07f2673bc03
- National Archives and Records Administration: 10044608
- National Central Library: 022322643
- Nationale Bibliotheek van Tsjechië: ge128757
- Nationale Bibliotheek van Israël: 987007564356305171
- Nationale en Universitaire bibliotheek Zagreb: 000592455
- Système universitaire de documentation: 030855772
- Virtual International Authority File: 153546881
- WorldCat: E39PBJyMdvqFDjBdQrPX8Mm8G3

Arequipa · Ayacucho · Cajamarca · Chiclayo · Chimbote · Chincha Alta · Cuzco · Huancayo · Huánuco · Huaraz · Ica · Iquitos · Juliaca · Lima · Pisco · Piura · Pucallpa · Puno · Sullana · Tacna · Tarapoto · Trujillo · Tumbes
Stad Cuzco ·
Historisch heiligdom van Machu Picchu ·
Archeologisch Chavin ·
Nationaal park Huascarán ·
Archeologische zone Chan Chan ·
Nationaal park Manú ·
Historisch centrum van Lima ·
Nationaal park Rio Abiseo ·
Lijnen en geogliefen van Nazca en Palpa ·
Historisch centrum van de stad Arequipa ·
Heilige stad Caral-Supe ·
Qhapac Ñan, wegennetwerk van de Andes ·
Archeoastronomisch complex Chankillo